# Buffalo Sabres
De Buffalo Sabres is een Amerikaanse professionele ijshockeyorganisatie uit Buffalo in de staat New York. Sinds 1970 spelen ze in de National Hockey League.

## Geschiedenis

### Eerste jaren
In 1970 vond de eerste uitbreiding van de NHL plaats. De Buffalo Sabres werden samen met de Vancouver Canucks toegevoegd aan de NHL in seizoen 1970-71.
De eerste eigenaren van de Sabres waren Seymour H. Knox en Northrop Knox. De Knox familie was een prominente familie in het Westen van de staat New York. Ze baseerden de teamnaam op het zwaard dat een Amerikaanse legerleider altijd bij zich droeg, namelijk een sabel. Ook heeft een sabel de kenmerken "sterk in verdediging en aanval". De familie Knox had al eerder geprobeerd een NHL team te krijgen, tijdens de uitbreiding van de NHL in 1967. Toen zagen zij hun kans om de Oakland Seals te kopen en die te verhuizen naar Buffalo stranden.
Buffalo is altijd al een stad geweest met goede minor-league hockeyteams. De Buffalo Bisons waren een sterk team in de American Hockey League (AHL).
Vanaf seizoen 1970-71 tot en met seizoen 1995-96 waren de teamkleuren blauw en goud.

#### The French Connection
De Sabres begonnen in hun eerste seizoen te spelen in het Buffalo Memorial Auditorium, bijgenaamd "Aud". Hun start was meteen goed met het aantrekken van toekomstige Hall of Fame center Gilbert Perreault. Ze verkregen hem in de 1970 NHL Amateur Draft. Perreault scoorde 38 goals in zijn eerste seizoen in 1970-71. Dat was meteen een record. Nog nooit had een rookie zoveel gescoord in zijn eerste seizoen in de NHL. Daarvoor kreeg Perreault de Calder Memorial Trophy als Rookie of the Year. Ondanks Perreault zijn geweldige prestatie, konden de Sabres de play-offs dat seizoen niet bereiken.
In het 2e seizoen in 1971-72, verkreeg Buffalo Sabres de volgende spelers: Rick Martin (via de draft) en Rene Robert (via een transactie met de Pittsburgh Penguins). Deze twee spelers speelden met Gilbert Perreault op 1 aanvalslijn die later bekend zou komen te staan als een van de beste aanvalslinies in de jaren 70. Martin brak het record van Perreault van seizoen 1970-71 door 44 keer te scoren. De aanvalslijn kreeg als bijnaam "The French Connection". In die tijd was er een politiefilm met Gene Hackman met die titel. En het was een hommage aan hun Frans-Canadese afkomst. De Sabres kwamen dat jaar wel in de play-offs. Ze verloren in de kwartfinale in 6 wedstrijden van de uiteindelijke Stanley Cup winnaar Montreal Canadiens.
De 6de wedstrijd in de "Aud" eindigde met het zingen van de fans van Buffalo: "Thank you Sabres! Thank you Sabres!". Iets wat veel fans en spelers nog steeds herinneren als een van de mooiste momenten in de geschiedenis van de Buffalo Sabres.

#### Finale in de mist
Na een wat minder jaar in 1974 waarin Buffalo de play-offs opnieuw niet bereikte, eindigde de Sabres het seizoen in 1975 samen met een ander team als hoogste in het reguliere seizoen. Voor de eerste keer in de geschiedenis, stond Buffalo dat jaar in de Stanley Cup Finale. Daar speelden ze tegen het spijkerharde team van de Philadelphia Flyers (bijgenaamd de "Broad Street Bullies). De 3e wedstrijd van die serie, speelde zich voor een groot deel af in zware mist. Dat kwam door de ongebruikelijke hitte in mei 1975 in Buffalo. Spelers, scheidsrechters en de puck waren onzichtbaar voor een groot deel van het publiek. Tijdens een face-off zag Sabres center Jim Lorentz een vleermuis over het ijs vliegen. Hij sloeg de vleermuis dood met zijn stick. Dat was de enige keer ooit dat een dier kwam te overlijden tijdens een NHL wedstrijd. De Sabres wonnen die wedstrijd dankzij een goal van Rene Robert in overtime. Philadelphia won uiteindelijk de Stanley Cup in 6 wedstrijden.
De French Connection, vergezeld door 50 goal-scorer Danny Gare, bleef succesvol voor de Sabres in seizoen 1975-76, maar verloren in de kwartfinales tegen de New York Islanders. The Sabres bleven een sterk team eind jaren 70 met de French Connection Perreault, Martin, Robert en Gare, maar bleken niet in staat om terug te keren naar de Stanley Cup Finale. Hoewel ze kampioen werden van hun conference in de NHL in 1980 en als eerste ploeg wonnen van de olympische ijshockey ploeg van de Sovjet-Unie toen deze in de Verenigde Staten op tournee was.

#### Jaren 80 en 90
Robert kreeg een transfer naar de Colorado Rockies in 1980, Martin ging naar de Los Angeles Kings in 1981. Team captain Gilbert Perreault ging met pensioen in november 1986, na 16 seizoenen gespeeld te hebben voor de Sabres.
Sterspelers in Buffalo in de jaren 80 waren Gilbert Perreault, winger Mike Foligno, verdediger Phil Housley, 1983-84 Vezina en Calder Trophy winnaar keeper Tom Barrasso en winger Dave Andreychuk.
De Sabres misten de play-offs slechts tweemaal, in 1986 en 1987. En slechts tweemaal wisten ze verder te komen dan de 1e ronde in de play-offs. Seizoen 1986-87 werd voor Buffalo een van de sportief gezien slechtste seizoenen. Ze eindigen met 28-44-8 (28 gewonnen, 44 verloren en 8 gelijk). Hierdoor kregen ze het volgende seizoen wel de 1ste keus in de 1e ronde bij de draft. Die keuze gebruikte ze om Pierre Turgeon te selecteren. Hij kwam van Granby Bisons in de QMJHL (Quebec Major Junior Hockey League). Turgeon had een goed rookieseizoen, eindigend met 42 punten. Hij zou later een sleutelrol spelen in de deal die de Sabres maakten met de New York Islanders om Pat Lafontaine aan te trekken.
Op 16 juni 1990 stuurt Buffalo Phil Housley samen met Darrin Shannon en een 1ste ronde draft pick in 1990 (dat werd uiteindelijk Keith Tkachuk) naar de Winnipeg Jets voor Dale Hawerchuk en een 1e rond draft pick in 1990 (dat werd uiteindelijk Brad May). Hawerchuk en May vormden de kern van de Sabres in het begin van de jaren 90.
De val van de Berlijnse Muur in 1989, stelden spelers uit de Sovjet-Unie in staat om in de Verenigde Staten spelen. Een van de eerste topspelers die dat deed was Aleksandr Mogilny. Hij tekende een contract met de Sabres. Hij speelde samen met center Pat LaFontaine en groeide uit tot een van de supertalenten uit de jaren 90. Samen met Teemu Selanne van de Winnipeg Jets won hij de Calder Memorial Trophy als rookie of the year. Hij scoorde 76 goals in 1993.
1993 was ook het seizoen waarin de Buffalo Sabres-keeper Grant Fuhr kregen van de Toronto Maple Leafs. De Sabres gingen eindelijke weer eens door na de 1ste ronde van de play-offs. Ze verloren uiteindelijk weer van de uiteindelijke Stanley Cup winnaars de Montreal Canadiens. Tijdens de vierde wedstrijd van de 1e ronde, tegen de Boston Bruins, maakte radioverslaggever Rick Jeanneret zich onsterfelijk in Buffalo. Hij schreeuwde zes keer achter elkaar "MAY DAY!" toen Brad May scoorde in overtime.
Tijdens het belangrijke 1992-93 NHL seizoen maakten de Sabres een deal die waarschijnlijk een van de belangrijkste werd in de geschiedenis van het team. Ze verkregen keeper Dominik Hašek van de Chicago Blackhawks. In ruil, gaven ze Stephane Beauregard en een 4de ronde draft keuze in 1993 (Dat werd uiteindelijk Eric Daze.) Hasek was de eerste 2 seizoenen in Chicago nog reserve keeper van Ed Belfour. Maar Dominik Hasek, bijgenaamd "The Dominator", werd bij de Sabres de 1e keeper in het volgende seizoen en groeide uit tot een van de beste keepers die de NHL ooit gezien heeft. Grant Fuhr, begenaamd "The Fury", en Hasek wonnen in 1994 de William M. Jennings Trophy voor de minste gepasseerde keeper. In het verkorte seizoen in 1995 werd Fuhr naar de Los Angeles Kings gestuurd.

#### Afscheid van de "Aud"
Het seizoen 1995-96 was het 1e seizoen met coach Ted Nolan en het laatste voor de Sabres in het Memorial Auditorium. Coach Nolan bracht een spannende speelstijl naar Buffalo. Onder zijn hoede werden de Sabres vaak genoemd als "hardest-working team in hockey". Ondanks dat de Sabres faalden om succes te hebben en hun wedstrijden gemiddeld voor slechts voor 13.000 fans speelden, hadden de meeste fans toch een speciale band met het team. Brad May, Rob Ray en Matthew Barnaby kregen als bijnaam "The Hanson Brothers", karakters uit de hockeycomedy "Slap Shot" met onder andere Paul Newman. Het seizoen 1995-1996 had ook een debuut van de veteraan Randy Burridge. Nadat hij bij wijze van experiment toegevoegd werd aan het trainingskamp van de Sabres, kreeg hij een permanente plek in het team. Hij scoorde 25 goals dat seizoen en liet alleen Pat Lafontaine voor zich als team topscorer. Burridge won ook de Tim Horton Award voor "unsung hero" en werd gekozen als team Most Valuable Player.
1996-97 — 2005-06: Teamkleuren zijn zwart en rood

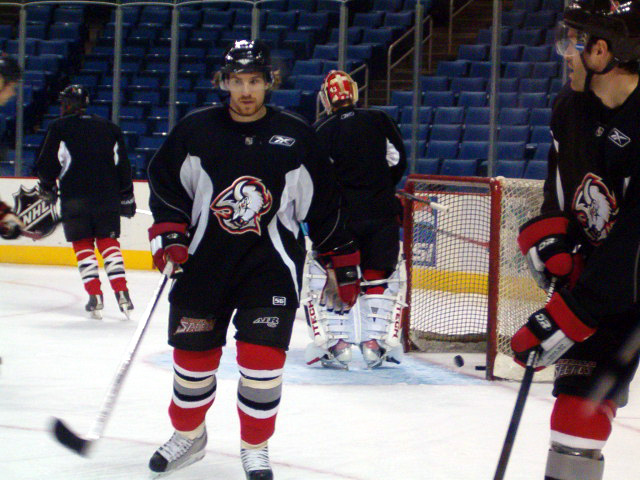
Derek Roy met het toenmalige outfit

### Nieuw stadion, nieuwe stijl
Coach Nolan en de Sabres kwamen terug in seizoen 1996-97, het eerste seizoen in het nieuwe stadion: de Marine Midland Arena. Ze werden eerste in de Northeast Division, hun eerste divisie titel in 16 seizoenen. Coach Nolan won de Jack Adams Award voor de NHL beste coach, Dominik Hasek won de Hart en Vezina Trophy, Michael Peca won de Frank J. Selke Trophy als beste verdedigende aanvaller in de NHL en general manager John Muckler werd geëerd als Executive of the Year.
Maar het succes tijdens het reguliere seizoen werd overschaduwd door wat er gebeurde tijdens de play-offs. Spanningen tussen Nolan en Hasek waren tijdens het seizoen al aanwezig. Maar tijdens de 3e wedstrijd in de 1e ronde van de play-offs tegen de Ottawa Senators, verliet Dominik Hasek de wedstrijd. Hasek claimde dat hij iets voelde knappen in zijn knie. Jim Kelley, een columnist van het Buffalo News, beschreef in de krant de dag erna de ware achtergronden van deze gebeurtenis. Dit tot grote irritatie van Hasek. Nadat de Ottawa Senators de 5e wedstrijd wonnen, kwam Hasek uit de kleedkamer van de Sabres en viel Jim Kelley aan. Ondanks dat Hasek zijn verontschuldigingen had aangeboden, ging de zaak bergafwaarts. Reserve doelman Shields werd de grote held nadat de Sabres de Senators versloegen. In de 2e ronde moesten ze het opnemen tegen de Philadelphia Flyers, maar zonder de inmiddels geschorste Hasek.
De Buffalo Sabres verloren de eerste 3 wedstrijden in de 2e ronde. In de 4de wedstrijd zou Hasek weer kunnen spelen. Maar vlak voor de wedstrijd meldde hij zich af vanwege een knieblessure. Opnieuw speelde reserve-keeper Steve Shields een geweldige wedstrijd, die de Sabres wonnen. De 5e wedstrijd meldde Hasek zich opnieuw geblesseerd af en toen verloren de Sabres de wedstrijd en de ronde tegen de Flyers.

#### Nieuwe eigenaren
Ondanks de ongeregeldheden binnen het team, was 1996-97 een passend afscheid voor eigenaar Seymour Knox. Hij stierf op 22 mei 1996. Tijdens het seizoen, verkocht zijn broer, Northrop Knox, het team aan Adelphia Communications.
Timothy Rigas, zoon van Adelphia oprichter John Rigas, werd de nieuwe Team President. Zijn eerste daad was het ontslaan van general manager John Muckler, die een openlijk strijd voerde tegen coach Ted Nolan. All-Star keeper Hasek, een fanatiek supporter van Muckler, vertelde de pers tijdens de NHL Awards Ceremony dat hij weinig respect had voor Ted Nolan. Een uitspraak die het vuur aan de schenen legde bij de nieuwe general manager Darcy Regier. Hij had namelijk coach Ted Nolan net een nieuw 1-jarig contract aangeboden. Nolan weigerde dit contract omdat zijn vorig contract een 2-jarig contract was, nog voordat hij werd gekozen als Coach of the Year. Regier trok zijn 1-jarig contract aanbod in en gaf Nolan geen nieuw aanbod. Het duurde tot juni 2006 voordat Ted Nolan weer begon als coach, deze keer voor de New York Islanders. Na Nolan werd voormalig Sabres captain Lindy Ruff de nieuwe coach. Hij kreeg een 3-jarig contract.
Met Dominik Hasek, winger Miroslav Satan (de topscorer), winger Donald Audette, center Michael Peca en een handvol belangrijke Free Agents waaronder enforcer Matthew Barnaby, bereikten de Sabres de Conference Final (3e ronde in de play-offs) in 1998. Deze verloren ze uiteindelijk tegen de Washington Capitals in zes wedstrijden.

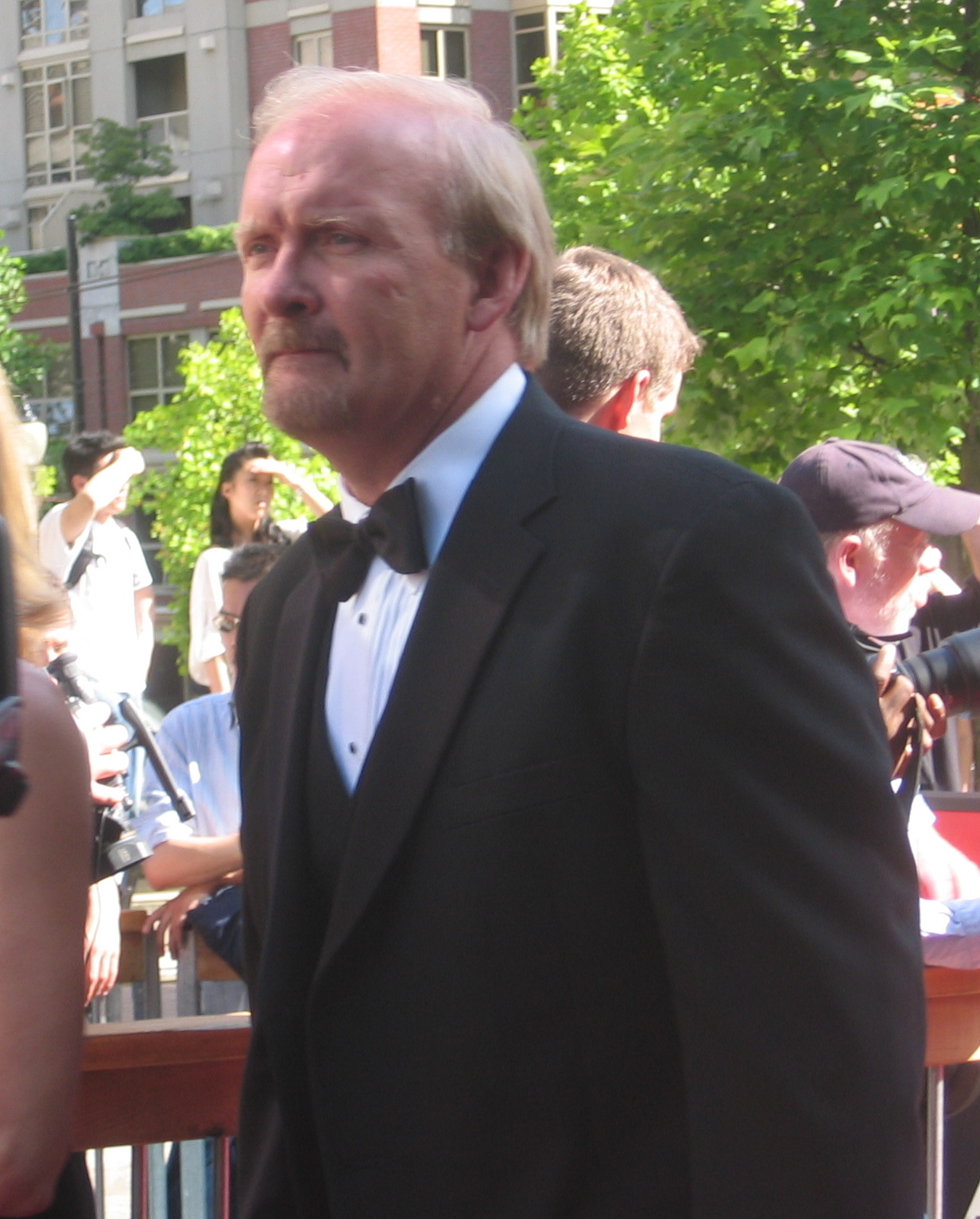
Lindy Ruff

#### No Goal!
In 1999 scoorde Miroslav Satan 40 goals. Door transfers kregen de Sabres centers Stu Barnes van de Pittsburgh Penguins en Joé Juneau van de Washington Capitals. Michal Grosek had zijn beste seizoen van zijn carrière en het team keerde terug naar de Stanley Cup Finale, deze keer tegen de Dallas Stars.
In de 6de wedstrijd scoorde Brett Hull van de Dallas Stars de winnende goal in de 3de overtime. Deze blijft tot op de dag van vandaag uiterst controversieel. Brett Hull zijn schaats was zichtbaar in het doelgebied van Dominik Hasek terwijl hij scoorde. Het is verboden om als speler een schaats in het doelgebied te hebben, terwijl de puck nog niet in het doel is. Deze goal gaf de Dallas Stars de Stanley Cup.
Zelfs een journalist van de Dallas Morning News, Keith Gave, vroeg zich af of deze goal wel legaal was. NHL officials hielden vol dat de goal geldig was.
ESPN noemde de goal een van de 5 slechtste beslissingen in de geschiedenis van de Amerikaanse topsport. Buffalo fans hebben het nog altijd over "No Goal".
Het volgende seizoen was dan ook een teleurstellend jaar voor Buffalo. Ze verloren in de 1e ronde van de play-offs tegen de Philadelphia Flyers. Net als het seizoen daarvoor, was er weer een controversiële beslissing van een scheidsrechter. In de 2e wedstrijd schoot Flyers' winger John LeClair door het zijnet een goal. Deze werd wel geteld. Philadelphia won met 2-1 won de series met 4-1.
Captain Michael Peca speelde het hele seizoen 2000-01 niet vanwege een dispuut over zijn contract. Uiteindelijk werd hij weggestuurd naar de New York Islanders, in ruil voor Tim Connolly en Taylor Pyatt. Ondanks dat hij niet speelde, wonnen de Sabres de 1ste ronde van de play-offs tegen de Philadelphia Flyers in zes wedstrijden (met een 8-0-overwinning in de laatste wedstrijd). In de 2de ronde verloren ze van de Pittsburgh Penguins door een overtime goal van Darius Kasparaitis in de 7e en laatste wedstrijd.

#### Missen van de play-offs
In 2000 kregen de Buffalo Sabres opnieuw een nieuw logo en wedstrijdshirt. De primaire kleur was Sabrerood, met zwart en grijze strepen op de mouwen. Het logo was een zwarte cirkel met de twee gekruiste sabels. Dit logo en shirt ging mee van 2000-2006. Tegenwoordig draagt het team het originele shirt met het originele logo dat werd gedragen van 1970-1996.
Nadat lange en moeizame contractbesprekingen met Dominik Hasek faalden, besloot hij in de zomer van 2001 om voor de Detroit Red Wings te gaan spelen. Zonder Hasek en Peca haalden de Sabres de 2002 play-offs niet.

#### Nieuwe eigenaren II

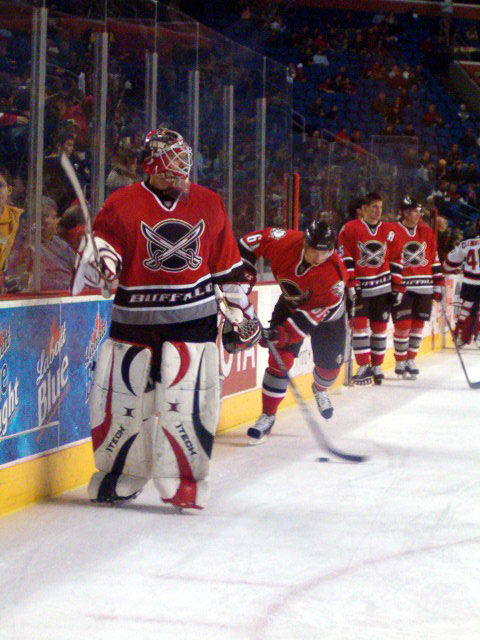
Buffalo's alternatief tenue (2000-06)

In de zomer van 2002 werden eigenaar John Rigas en zijn zonen gearresteerd voor bankfraude. Zij hadden meer dan 2 miljard dollar verduisterd. Rigas werd uiteindelijk veroordeeld en is nog steeds bezig met zijn hoger beroep tegen een straf van 15 jaar gevangenis. De NHL werd de nieuwe eigenaar van het team, terwijl de familie Rigas op papier nog steeds de feitelijke eigenaren bleven. Deze zaak was voor de NHL een beetje beschamend. 5 jaar hiervoor had de NHL besloten om de regels voor eigenaren van NHL teams strenger te maken. Dit nadat John Spano de New York Islanders had overgenomen terwijl bleek dat hij had gelogen over zijn fortuin en het team alleen maar gebruikte om te frauderen.
Omdat er geen nieuwe kopers werden gevonden, zag het ernaar uit dat de Sabres zouden ophouden te bestaan of zouden verhuizen naar een andere stad. De voornaamste kandidaat om het team te kopen was Mark Hamister, een lokale zakenman die ook eigenaar was van de Buffalo Destroyers. Hamister was the persoonlijke keuzen van NHL Commissaris Gary Bettman. Maar het werd duidelijk dat Mark Hamister zijn financiële zaken niet op orde had en dat zijn bod op de Sabres sterk afhing van overheidssubsidies. Het werd ook bekend dat Hamister een team toegewezen had gekregen in Dayton. Met daarbij vele toezeggingen van de lokale overheid. Hij bleek van plan dat team te verhuizen naar Cincinnati nog voordat ze hun eerste wedstrijd hadden gespeeld in Dayton. Hij was ook van plan de Buffalo Destroyers te verhuizen, iets wat uiteindelijk ook is gebeurd, naar Columbus. Onder druk van de Buffalo Sabre fans die bang waren dat Hamister de Sabres ook zou verhuizen, werd het bod van Hamister op de Sabres uiteindelijk geweigerd.
Terwijl het seizoen begonnen was zorgde general manager Darcy Regier slechts voor minimale veranderingen aan het team. Terwijl de Sabres het seizoen ervoor nog als laatste team eindigden. Maar met het uitzicht op nieuwe eigenaren werd er driftig gerepareerd aan het team rond de transfer deadline op 10 maart 2003. Veel veteranen werd verzocht nieuwe teams te zoeken. De eerste die sneuvelde was oudgediende Rob Ray, hij ging naar de Ottawa Senators.
Team captain Stu Barnes werd naar de Dallas Stars gestuurd. En Chris Gratton werd naar de Phoenix Coyotesgestuurd voor het jonge talent Daniel Briere. Dat Stu Barnes naar de Stars werd gestuurd was een dienst voor hem, om hem een kans te geven om voor een kampioensteam te spelen. Dat Barnes weg moest, was voor hem ook een verrassing. Hij was de favoriete speler van de fans, mede dankzij radioverslaggever Rick Jeanneret: "Stuuuuuuuuuu Barnes...top shelf where momma hides the cookies!", en variaties op die yell iedere keer nadat Barnes scoorde voor de Sabres. Barnes zei voor de camera dat hij in Buffalo wilden blijven en begon spontaan te huilen.
Na 2 jaar van onzekerheid, brak er voor de Sabres organisatie een nieuwe periode aan. Het team werd verkocht aan voormalig gouverneurskandidaat en miljardair Tom Golisano. Golisano werd geïntroduceerd als de nieuwe team president op 19 maart 2003. Golisano kreeg meteen applaus van de fans omdat hij de prijs voor entreekaartjes onmiddellijk verlaagde.

### Laatste jaren

#### 2003 – 2004

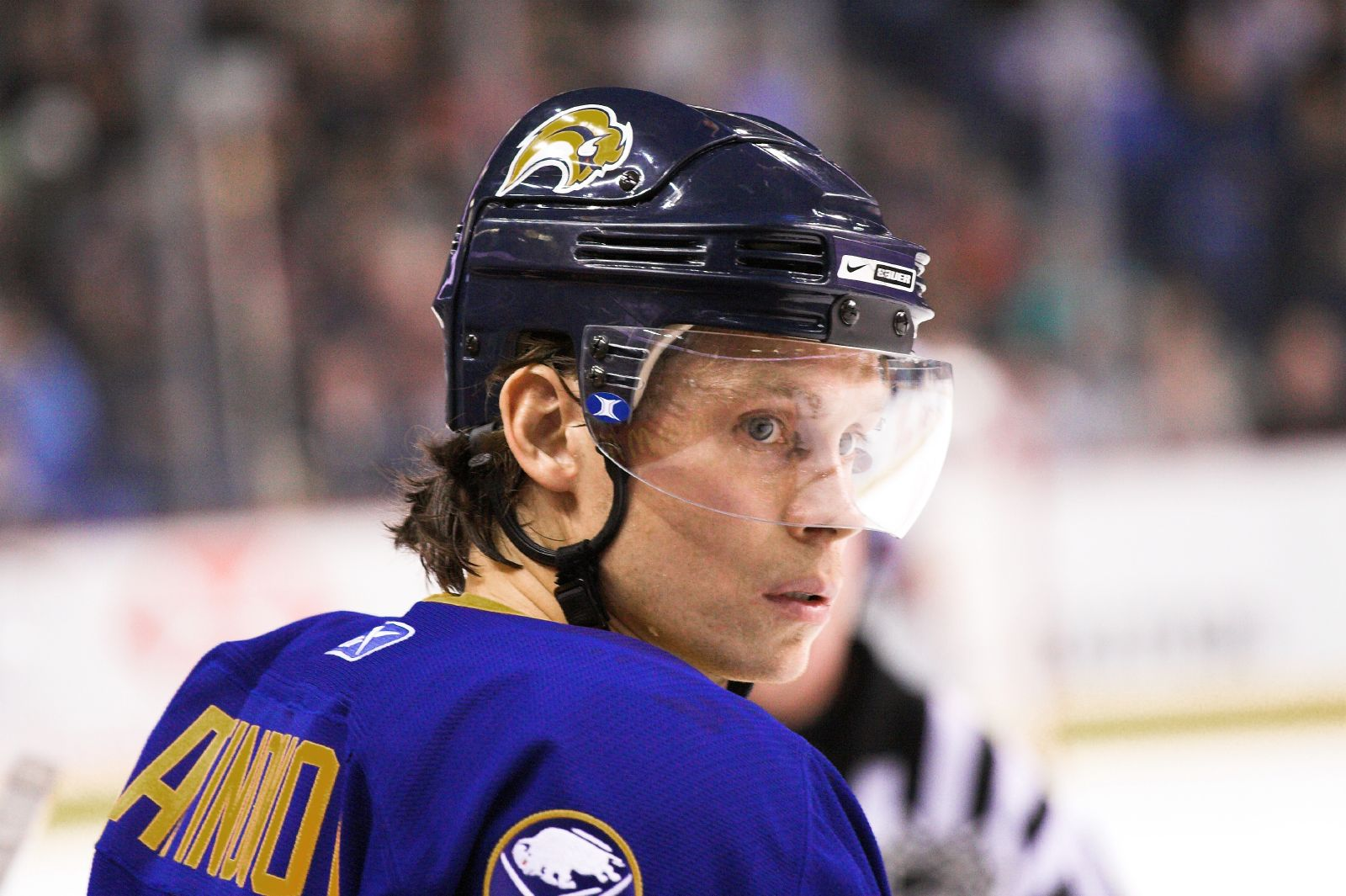
Maxim Afinogenov

De Buffalo Sabres schudde alle problemen van het vorige seizoen van zich af en misten ternauwernood de play-offs. In 2003 zagen de Sabres het debuut van Daniel Briere en Derek Roy. Een memorabel moment was de wedstrijd tegen de Washington Capitals op nieuwjaarsdag in 2003. Maxim Afinogenov en Miroslav Satan scoorden beide een hattrick en de Sabres wonnen uiteindelijk met 7 – 1.

#### 2004 – 2005
De National Hockey League annuleerde het seizoen 2004-2005 vanwege een arbeidsconflict met de NHLPA (National Hockey League Players Association). De spelers en de eigenaren van de clubs konden geen nieuwe CBA (Collective Bargaining Agreement) afsluiten. Het hele seizoen ging voorbij zonder dat er een wedstrijd gespeeld werd. In de zomer van 2005 gingen beide partijen alsnog akkoord met een nieuwe CBA en werd er een salarisplafond afgesproken.
Op 19 januari 2005 verloren de Sabres hun belangrijkste televisiestation. Het Empire Sports Network dat van 1991 tot en met 2005 uitzond, hield op te bestaan. ESN was een onderdeel van het inmiddels failliete Adelphia concern.
MSGN (Madison Square Garden Network), een televisiestation uit New York die ook wedstrijden van de New York Rangers uitzenden, kocht ook de rechten van de Sabres. Deze overeenkomst loopt tot 2016.

#### 2005 - 2006
In 2005 begonnen de Sabres sterk. Ze stonden het hele seizoen 2005-06 bovenaan in de ranglijsten. Op 3 april claimden ze hun play-offplek. Dit was voor het eerst weer sinds seizoen 2000-01. Het team beëindigde het reguliere seizoen met 52 overwinningen, voor het eerst in de geschiedenis van de Sabres wonnen ze meer dan 50 wedstrijden. Daarmee stonden ze gelijk met de Ottawa Senators en de Carolina Hurricanes voor de meest behaalde overwinningen in de Eastern Conference. De Sabres stonden uiteindelijk 4e, vlak achter de Ottawa Senators, Carolina Hurricanes en de New Jersey Devils. De divisietitel ging naar de Ottawa Senators, waar Dominik Hasek nu speelde. De Buffalo Sabres behaalde 110 punten, het eerste plus 100-puntenseizoen in 23 jaar; het was het op een na beste resultaat in de geschiedenis van de Sabres. De Sabres wonnen ook 25 uitwedstrijden, een nieuw clubrecord.
Buffalo versloeg de Philadelphia Flyers in de 1ste ronde van de play-offs in 2006 in zes wedstrijden. In twee van die wedstrijden scoorden de Sabres 7 goals of meer. In de 2de ronde van de play-offs versloegen de Sabres titelkandidaat Ottawa Senators in 5 wedstrijden. Drie van die overwinningen werden behaald in overtime, waaronder de 5de wedstrijd waarin een short-handed goal van Jason Pominville Buffalo naar de Eastern Conference Final stuurde. Daar namen ze het op tegen de Carolina Hurricanes. Het was de eerste keer in de NHL geschiedenis dat een best-of-seven werd beslist met een short handed goal.
Ondanks dat de Sabres zonder al hun top verdedigers moesten spelen, vochten de Sabres zich terug na 3 wedstrijden te hebben verloren. Ze forceerden series tegen de Carolina Hurricanes tot een 7e wedstrijd door de in de 6de in overtime met 2-1 te winnen. In het beslissende duel, leidde de Sabres met 2-1. In de 3de periode van de wedstrijd verloren ze uiteindelijk met 4-2. De winnende treffer kwam op naam van Hurricanes captain Rod Brind'Amour, nadat Sabres verdediger Brian Campbell, bijgenaamd “Soupy” vanwege zijn achternaam, een penalty had gekregen omdat hij de puck in het publiek had geschoten. De Carolina Hurricanes gingen door naar de Stanley Cup finale en wonnen die door de Edmonton Oilers te verslaan.
Dat de Sabres een onverwacht goed seizoen hadden gedraaid, werd achteraf bevestigd. Tijdens de NHL Awards Ceremony, kreeg coach Lindy Ruff de Jack Adams Award als Coach of the Year. Na Ted Nolan, is Lindy Ruff de 2e Sabres coach die deze prijs wint.

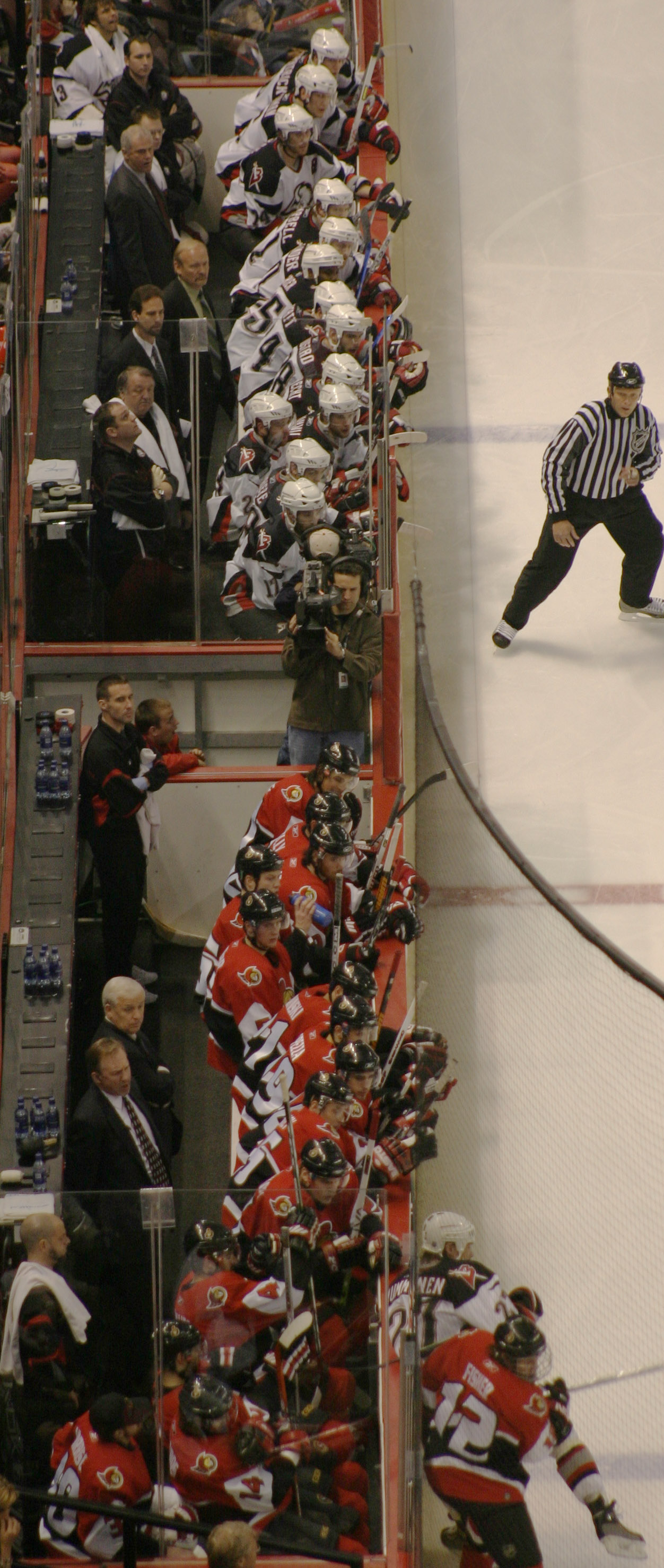
De Sabres' en de Senators' bank volgen de play-offwedstrijd met spanning

#### 2006 - 2007
Aan het begin van het seizoen kregen de Sabres een nieuw uit- en thuistenue met de kleuren blauw, wit, goud en silver. Het nieuwe logo, een gestileerde bizon, werd vaak vergeleken met het kapsel van Donald Trump of een bananenschil. Een online petitie tegen het nieuwe logo behaalde zelfs 30.000 stemmen.
Ondanks de perikelen over het nieuwe logo en de nieuwe shirts, was dit een van de beste seizoenen van de Buffalo Sabres ooit.
Het team was ook meteen het duurste team dat de Sabres ooit hadden; het totaal van alle spelersalarissen zat boven het nieuw ingestelde salarisplafond van 44 miljoen dollar. Hierdoor moesten de Sabres afscheid nemen van een aantal sleutelspelers.(Jay McKee, J.P. Dumont en Mike Grier).
Op 20 oktober, 2006, versloegen de Sabres de Carolina Hurricanes met 5-4. Daarmee behaalden ze een nieuw clubrecord door 12 wedstrijden achterelkaar te winnen. Het vorige record was in handen van het Sabres team van 1974-75 die 11 keer achter elkaar wisten te winnen.
In dit seizoen sneuvelden er meer records. De Sabres wonnen de eerste 10 wedstrijden van het seizoen, waarmee ze het 2de NHL team ooit waren met zo'n goede start. En de Sabres zetten een nieuw NHL record met het meest aantal gewonnen uitwedstrijden, namelijk 8 keer achtereenvolgend.
Drie Sabres spelers speelden voor het 2007 NHL All-Star team in Dallas: keeper Ryan Miller, aanvaller Daniel Briere en verdediger Brian Campbell. Aanvaller Thomas Vanek deed mee in het NHL YoungStars Game. Briere won de All-Star MVP Award, hij maakte één doelpunt en had vier assists. Lindy Ruff was de hoofdcoach voor het All-Star team uit de Eastern Conference.
Eén wedstrijd zal zeker herinnerd worden, die tegen de Ottawa Senators op 22 februari 2007. In een wedstrijd, die door Ottawa met 6-5 in overtime werd gewonnen, raakten beide teams met elkaar slaags nadat Chris Neil van de Senators Chris Drury sloeg, die hierdoor geblesseerd raakte. De scheidsrechters gaven geen penaltie of tijdstraf, terwijl veel mensen het gevoel hadden dat de bodycheck die Neil gaf te laat was en daardoor illegaal. Hierop begonnen alle spelers op het ijs met elkaar te vechten, zelfs de keepers. Meer dan 100 strafminuten werden uitgedeeld door de scheidsrechter en Sabres coach Lindy Ruff kreeg een boete van 10,000 dollar. Na de wedstrijd gingen de Sabres fans met de pet rond om de boete voor de coach te betalen, maar Lindy Ruff bedankte hiervoor en betaalde de boete zelf.
Op 30 maart 2007, wonnen de Sabres met 6-4 van de New York Islanders. Daarmee wonnen de Sabres voor de 2de keer in hun geschiedenis 50 wedstrijden. En daarmee waren ze ook het beste team in de NHL tijdens het reguliere seizoen en gingen ze naar 2006-2007 NHL-play-offs.
In een uitgave van ESPN the Magazine werden de Buffalo Sabres gekozen als 1ste van 122 belangrijke professionele sportorganisaties in Noord-Amerika. Dit vanwege het feit dat de Sabres lage entreeprijzen hanteerde, de spelers toegankelijk waren voor pers en fans en, het belangrijkste criterium, aantrekkelijk aanvallend ijshockey speelden. Iets waar de Buffalo fans al langer van op de hoogte van waren: alle thuiswedstrijden waren uitverkocht.
In de NHL-play-offs versloegen de Sabres de New York Islanders in de 1ste ronde, en de New York Rangers in de 2de. Hierop gingen de Sabres naar de Eastern Conference Finals waar ze roemloos werden uitgeschakeld door de Ottawa Senators. Dit was een domper op een zeer succesvol seizoen. Veel kenners voorspelden dat de Sabres dit jaar een zeer goede kans maakten om de Stanley Cup te winnen. Sindsdien hebben de Sabres de play-offs niet meer weten te bereiken.

## Play-offoptreden
- 2016 - Play-offs niet gehaald
- 2015 - Play-offs niet gehaald
- 2014 - Play-offs niet gehaald
- 2013 - Play-offs niet gehaald
- 2012 - Play-offs niet gehaald
- 2011 - Eerste ronde (Philadelphia Flyers)
- 2010 - Eerste ronde (Boston Bruins)
- 2009 - Play-offs niet gehaald
- 2008 - Play-offs niet gehaald
- 2007 - Derde Ronde (Ottawa Senators)
- 2006 - Derde Ronde (Carolina Hurricanes)
- 2004 - Play-offs niet gehaald
- 2003 - Play-offs niet gehaald
- 2002 - Play-offs niet gehaald
- 2001 - Tweede Ronde (Pittsburgh Penguins)
- 2000 - Eerste ronde (Philadelphia Flyers)
- 1999 - Finale (Dallas Stars)
- 1998 - Derde Ronde (Washington Capitals)

## Belangrijke spelers

### Hall of Famers
Spelers
- Tim Horton, D, 1972-74, toegevoegd in 1977
- Gilbert Perreault, C, 1970-87, toegevoegd in 1990
- Dale Hawerchuk, C, 1990-95, toegevoegd in 2001
- Pat LaFontaine, C, 1991-97, toegevoegd in 2003

Oprichters
- George "Punch" Imlach, Head coach/GM, 1970-78, toegevoegd in 1984
- Scotty Bowman, Head coach/GM, 1980-87, toegevoegd in 1991
- Seymour H. Knox III, Owner (team co-founder), 1970-96, toegevoegd in 1993
- Roger Neilson, Assistant/Head coach, 1979-81, toegevoegd in 2002

Verslaggevers
- Ted Darling, 1970-92, toegevoegd in 1994

### Topscorers
legenda: Pos = Positie; GP = Wedstrijden gespeeld; G = Goals; A = Assists; Pts = Punten; P/G = Punt per wedstrijd; * = Speelt nu nog
| Speler            | Pos | GP   | G   | A   | Pts  | P/G  |
| Gilbert Perreault | C   | 1191 | 512 | 814 | 1326 | 1.11 |
| Dave Andreychuk   | LW  | 837  | 368 | 436 | 804  | .96  |
| Rick Martin       | LW  | 681  | 382 | 313 | 695  | 1.02 |
| Craig Ramsay      | LW  | 1070 | 252 | 420 | 672  | .63  |
| Phil Housley      | D   | 608  | 178 | 380 | 558  | .92  |
| Rene Robert       | RW  | 524  | 222 | 330 | 552  | 1.05 |
| Don Luce          | C   | 766  | 216 | 311 | 527  | .69  |
| Mike Foligno      | RW  | 664  | 247 | 264 | 511  | .79  |
| Danny Gare        | RW  | 503  | 267 | 233 | 500  | .99  |
| Aleksandr Mogilny | RW  | 381  | 211 | 233 | 444  | 1.17 |

### Huidige selectie
Bijgewerkt op 7 mei 2023 
| #  | Naam                  | Nationaliteit    | Pos. |
| -- | --------------------- | ---------------- | ---- |
| 24 | Dylan Cozens          | Canada           | C    |
| 28 | Zemgus Girgensons (A) | Letland          | LW   |
| 12 | Jordan Greenway       | Verenigde Staten | LW   |
| 29 | Vinnie Hinostroza     | Verenigde Staten | C    |
| 17 | Tyson Jost            | Canada           | C    |
| 19 | Peyton Krebs          | Canada           | C    |
| 37 | Casey Mittelstadt     | Verenigde Staten | C    |
| 21 | Kyle Okposo (C)       | Verenigde Staten | RW   |
| 71 | Victor Olofsson       | Zweden           | LW   |
| 77 | JJ Peterka            | Duitsland        | RW   |
| 22 | Jack Quinn            | Canada           | RW   |
| 53 | Jeff Skinner          | Canada           | LW   |
| 72 | Tage Thompson         | Verenigde Staten | RW   |
| 89 | Alex Tuch             | Verenigde Staten | RW   |
| 78 | Jacob Bryson          | Canada           | D    |
| 38 | Kale Clague           | Canada           | D    |
| 26 | Rasmus Dahlin (A)     | Zweden           | D    |
| 10 | Henri Jokiharju       | Finland          | D    |
| 46 | Ilya Lyubushkin       | Rusland          | D    |
| 25 | Owen Power            | Canada           | D    |
| 23 | Mattias Samuelsson    | Verenigde Staten | D    |
| 61 | Riley Stillman        | Canada           | D    |
| 41 | Craig Anderson        | Verenigde Staten | GK   |
| 31 | Eric Comrie           | Canada           | GK   |
| 27 | Devon Levi            | Canada           | GK   |
| 1  | Ukko-Pekka Luukkonen  | Finland          | GK   |

## NHL-prijzen en trofeeën
Prince of Wales Trophy
- 1974-75, 1979-80, 1998-99

Bill Masterton Memorial Trophy
- Don Luce: 1974-75
- Pat LaFontaine: 1994-95

Calder Memorial Trophy
- Gilbert Perreault: 1970-71
- Tom Barrasso: 1983-84

Frank J. Selke Trophy
- Craig Ramsay: 1984-85
- Michael Peca: 1996-97

Hart Memorial Trophy
- Dominik Hašek: 1996-97, 1997-98

Jack Adams Award
- Ted Nolan: 1996-97
- Lindy Ruff: 2005-06

King Clancy Memorial Trophy
- Rob Ray: 1998-99

Lady Byng Memorial Trophy
- Gilbert Perreault: 1972-73

Lester B. Pearson Award
- Dominik Hašek: 1996-97, 1997-98

Lester Patrick Trophy
- Pat LaFontaine: 1996-97
- Scotty Bowman: 2000-01

Vezina Trophy
- Don Edwards & Bob Sauve: 1979-80
- Tom Barrasso: 1983-84
- Dominik Hašek: 1993-94, 1994-95, 1996-97, 1997-98, 1998-99, 2000-01

William M. Jennings Trophy
- Tom Barrasso & Bob Sauve: 1984-85
- Dominik Hašek & Grant Fuhr: 1993-94
- Dominik Hašek: 2000-01

## Individuele records
- Meeste Goals in 1 seizoen: Aleksandr Mogilny, 76 (1992-93)
- Meeste Assists in 1 seizoen: Pat LaFontaine, 95 (1992-93)
- Meeste Punten in 1 seizoen: Pat LaFontaine, 148 (1992-93)
- Meeste Punten in 1 seizoen, verdediger: Phil Housley, 81 (1989-90)
- Meeste Punten in 1 seizoen, rookie: Rick Martin, 74 (1971-72)
- Meeste Penalty minuten in 1 seizoen: Rob Ray, 354 (1991-92)
- Meeste Overwinningen in 1 seizoen: Don Edwards, 38 (1977-78)
- Meeste keer de 0 gehouden in 1 seizoen: Dominik Hašek, 13 (1997-98)
- Laagste gemiddelde goals per wedstrijd tegen: Dominik Hasek, 1.87 (1994-95)
- Meeste hattricks: Rick Martin, 21

## Trivia
- Taro Tsujimoto is een fictieve ijshockeyspeler uit Japan, die in 1974 als grap en als vorm van protest werd geselecteerd door de Sabres.
- De stad Buffalo vormt ook de achtergrond voor de film Bruce Almighty; een van de belangrijkste gebeurtenissen in de film is een oproer die ontstaat zodra de Sabres de Stanley Cup winnen.